# The Empire Builders
The Empire Builders er en amerikansk stumfilm fra 1924 af Phil Goldstone.

## Medvirkende
- Snowy Baker som William Ballard
- Margaret Landis som Katryn van der Poel
- Theodore Lorch som Hendrik van der Poel
- Pinckney Harrison som Karui
- J.P. Lockney
- Jere Austin som van Roon